# 執印友雄
執印 友雄〔惟宗 友雄〕（又三郎・左衛門太夫）は、日本の南北朝時代～室町時代の御家人。
薩摩国の武将で、新田宮執印職を務める。第6代執印氏。法名は是雄。
- 先代：友郷　新田宮執印職・社領領主
- 次代：友躬　新田宮執印職・遠江守